# Vuyo Sotashe
Vuyolwethu „Vuyo“ Sotashe (* um 1990 in Umtata in der Provinz Ostkap) ist ein südafrikanischer Jazzsänger.

## Leben und Wirken
Sotashe, der in Butterworth aufwuchs, sang zunächst in der Kirche; durch die Kassetten- und Plattensammlung seiner Familie war er mit südafrikanischen Jazz- und Popkünstlern wie Miriam Makeba, Hugh Masekela und Letta Mbulu sowie Stevie Wonder und Quincy Jones vertraut. Nachdem er als Jugendlicher mit 15 oder 16 Jahren ein erstes Jazzkonzert besucht hatte, faszinierte ihn der Jazz. Nachdem er die Highschool in Kapstadt absolviert hatte, schrieb er sich 2009 im Jazzstudiengang des South African College of Music an der Universität Kapstadt ein, wo er seinen Bachelor absolvierte.
Mit einem Fulbright-Stipendium studierte er ab 2013 in New York an der William Paterson University, wo er 2015 mit seinem Master abschloss. Daneben absolvierte er ein Praktikum bei Jazz at Lincoln Center und arbeitete dann in der dortigen Musikbibliothek.
Sotashe konzertierte bereits 2010 beim Cape Town International Festival mit George Benson und dem Cape Town Symphony Orchestra. Von 2009 bis 2011 tourte er mit der Band Proxy in Großbritannien und Irland. 2012 sang er beim Arcevia Jazz Fest und beim Fermo Jazz Festival sowie mit der South African National Youth Jazz Band beim Stockholm Jazz Festival. Außerdem trat er mit dem Gospelkünstler Israel Houghton als Teil des New Breed (Africa) Ensemble auf. Nach dem Auftritt bei einem Memorial für Billie Holiday im New Yorker Dizzy’s Club Coca-Cola trat er in Shanghai und bei einer Konzertreihe in Mexiko auf. Mit dem großformatigen JLCO von Wynton Marsalis trat er zwischen 2018 und 2020 auch in Johannesburg und Wien auf.
Sotashe leitete sein eigenes Quintett. Er sang neben Sarah Elizabeth Charles auf dem Album War Chant der Gruppe Ajoyo. Weiterhin arbeitete er mit Dee Dee Bridgewater und Emmet Cohen und ist auf Alben von Ulysses Owens, Owen Broder, Julius Rodriguez, Isaiah J. Thompson, Russell Hall, Thandi Ntuli und Somi (Zenzile: The Reimagination of Miriam Makeba) zu hören.

## Preise und Auszeichnungen
Sotashe wurde 2010 mit der Band Proxy mit dem South African Music Award für das „Best Alternative Christian Album“ ausgezeichnet. 2011 erhielt er den ersten Preis beim FMR-Musikstipendienwettbewerb, wo er gegen zwei etablierte Instrumentalisten antrat. Als Solist errang 2014 den ersten Preis bei der Mid-Atlantic Jazz Festival Vocal Competition. 2015 gewann er bei der Shure Montreux Jazz Competition den Publikumspreis und belegte den zweiten Platz in der Gesamtwertung. Im selben Jahr erhielt er den dritten Platz beim Thelonious-Monk-Wettbewerb, wo er als erster männlicher Sänger überhaupt in die Endrunde des Wettbewerbs einzogen war.